# Роберт Гарріс
Ро́берт Де́ніс Га́рріс (англ. Robert Dennis Harris, нар.7 березня 1957, Ноттінгем) — англійський письменник, журналіст. Відомий як автор романів жанру політичного триллера та альтернативної історії.

## Біографія
Роберт Гарріс народився у м. Ноттінгем 7 березня 1957 року. Вивчав англійську літературу в Кембріджському університеті. Пізніше працював кореспондентом на телебаченні Бі-бі-сі, а також оглядачем у газетах London Sunday Times і Daily Telegraph, а також політичним редактором у газеті The Observer. За журналістську роботу отримав Премію британської преси за 2003 рік.
Є автором декількох науково-популярних книжок, в тому числі на історичну тематику, і шести пригодницьких романів.
Роберт Гарріс є членом Британського королівського літературного товариства.

## Екранізації
- 1994 — «Фатерлянд»
- 2005 — «Архангел» (мінісеріал BBC One)
- 2010 — «Примара»
- 2019 — «Офіцер і шпигун»
- 2021 — «Мюнхен. На порозі війни»
- 2022 — «Індекс страху» (мінісеріал)
- 2024 — «Конклав»